# Chalaines
Chalaines – miejscowość i gmina we Francji, w regionie Grand Est, w departamencie Moza.
Według danych na rok 1990 gminę zamieszkiwało 291 osób, a gęstość zaludnienia wynosiła 36 osób/km² (wśród 2335 gmin Lotaryngii Chalaines plasuje się na 758. miejscu pod względem liczby ludności, natomiast pod względem powierzchni na miejscu 742.).